# 美山村立葛原小学校百瀬分校
美山村立葛原小学校百瀬分校（みやまそんりつ くずはらしょうがっこう　ももせぶんこう）は、かつて岐阜県山県郡美山村（後の美山町。現・山県市）に存在した公立小学校の分校。

## 概要
- 葛原小学校の分校であり、旧・葛原村の東部の百瀬地区に設置されていた。1960年時点の児童数は13名。

## 沿革
美山町史によると、明治19年、明治30年葛原村の小学校の記述には、百瀬分校に該当する学校・分教場は無く、記述があるのは1938年以降である。山県郡志に「明治5年に葛原村字見池に進励舎が開校」との記述があり、この進励舎を前身とし、早い時期に廃校となり未認可校として存続。昭和初期に認可されたとも推測できる。
- 1938年（昭和13年） - 葛原尋常小学校百瀬分教場の校舎を改築する。
- 1941年（昭和16年）4月1日 - 葛原国民学校百瀬分教場に改称する。
- 1947年（昭和22年）4月1日 - 葛原村立葛原小学校百瀬分校に改称する。
- 1955年（昭和30年）4月1日 - 山県郡谷合村、富波村、葛原村、北山村、北武芸村、西武芸村および武儀郡乾村と合併し美山村が発足。同時に美山村立葛原小学校百瀬分校に改称する。
- 1964年（昭和39年）3月 - 廃校。